# ラリー・ド・ポルトガル

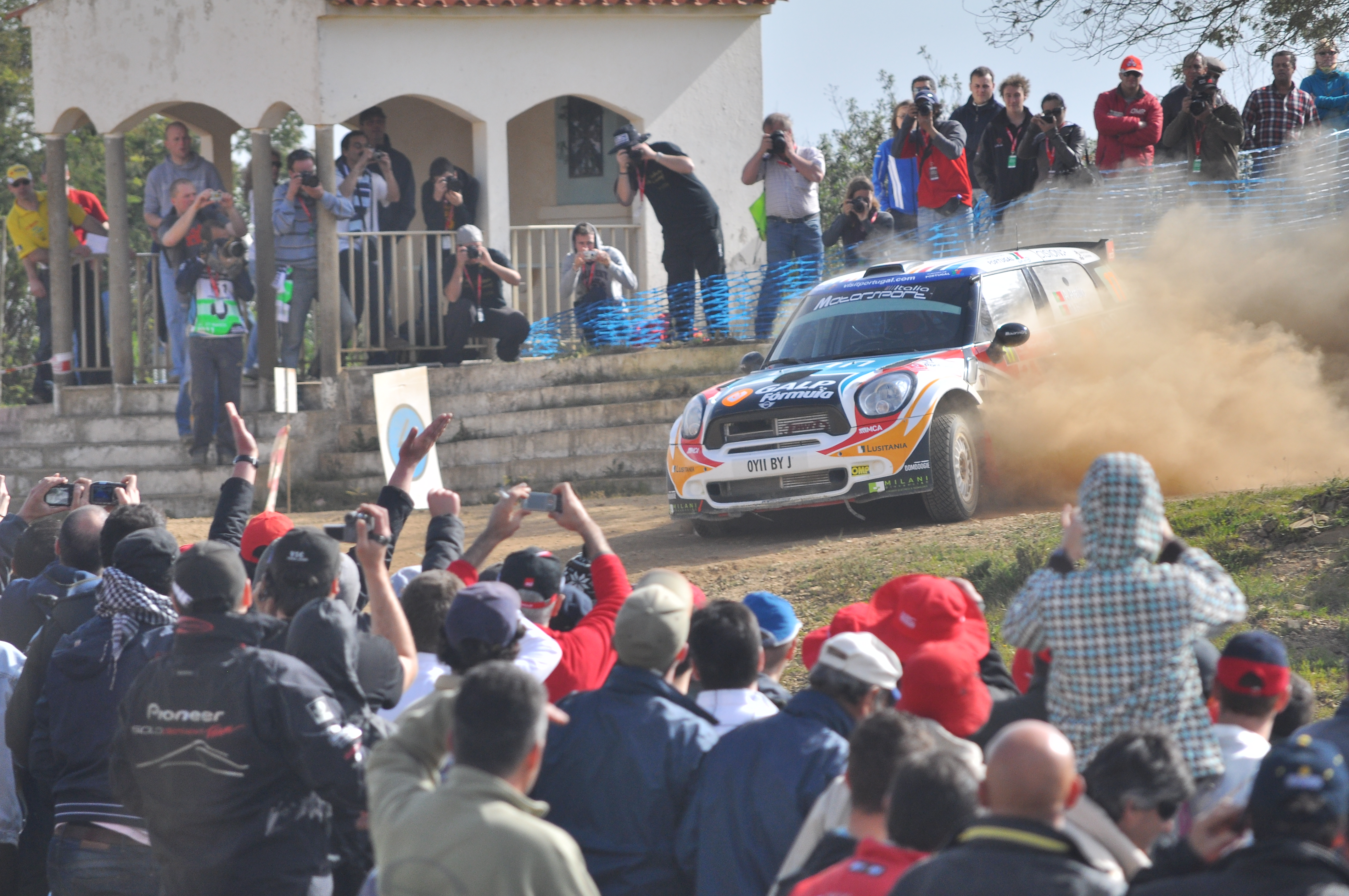

ラリー・ド・ポルトガル（Rally de Portugal）はポルトガル北部地方で開催される世界ラリー選手権 (WRC) の一戦。1967年創設。1973年のWRC創設時からカレンダーの1戦として行われてきた。

## 特徴
ポルトガル北部の中心都市ポルトの近郊にあるマトジニョスを中心に開催される。WRCの年間スケジュールでは欧州グラベル連戦の初戦に位置付けられている。メキシコやアルゼンチンに比べれば標準的なグラベルラリーであり、そのシーズンのマシンパフォーマンスを見極めるのに適していると言われる。
熱狂的な観客がコース脇を埋め尽くすイベントとして知られ、1986年には観客を避けようとしたマシンが人垣に突っ込んで死傷者40数名を出す惨事が起き、グループB廃止の一因ともなった。2000年には最優秀ラリー賞を受賞したが、観客整理の問題もあり、2002年には新設されたラリー・ドイチュラントと入れ替わる形でWRCカレンダーから外された。開催地を最南端のアルガルヴェ地方へ移し、2007年よりWRCに復帰したが、その年にもシェイクダウン中に観客負傷事故が起きている。2008年はインターコンチネンタル・ラリー・チャレンジ (IRC) のイベントとして開催され、2009年より再びWRCカレンダーに復帰した。2015年より再び北部地方の開催となった。
スペシャルステージ (SS) は砂状の柔らかい路面と硬い岩盤が混在し、タイヤ選択が重要になる。走行時に浮いた砂が巻き上げられ、砂埃で後続車の視界が遮られることもある。風力発電用の巨大な風車が立ち並ぶ名物SS「ファフェ (Fafe) 」にあるジャンピングスポットは多くの観客を集める。

## 歴代優勝者
| 年     | シリーズ                     | 優勝者                     | 優勝者                            | 車輌                              |
| 年     | シリーズ                     | ドライバー                 | コ・ドライバー                    | 車輌                              |
| ------ | ---------------------------- | -------------------------- | --------------------------------- | --------------------------------- |
| 1967年 |                              | カルピンテイロ・アルビーノ | シルバ・ペレイラ                  | ルノー・8ゴルディーニ             |
| 1968年 | トニー・フォール             | R・セリン                  | ランチア・フルビアHF              |                                   |
| 1969年 | フランシスコ・ロマンジーニョ | "ジョカメス"               | シトロエン・DS                    |                                   |
| 1970年 | シモ・ランピネン             | ジョン・ダベンポート       | ランチア・フルビアHF              |                                   |
| 1971年 | ジャン＝ピエール・ニコラ     | ジャン・トッド             | アルピーヌ・ルノーA110            |                                   |
| 1972年 | アヒム・ヴァーモルト         | ジョン・ダベンポート       | BMW・2002TI                       |                                   |
| 1973年 | WRC                          | ジャン=リュック・テリエ    | ジャック・ジュベール              | アルピーヌ・ルノーA110 1800       |
| 1974年 | WRC                          | ラファエル・ピント         | アルナルド・ベルナッキーニ        | フィアット・アバルト124ラリー     |
| 1975年 | WRC                          | マルク・アレン             | イルッカ・キビマキ                | フィアット・アバルト124ラリー     |
| 1976年 | WRC                          | サンドロ・ムナーリ         | シルヴィオ・マイガ                | ランチア・ストラトス HF           |
| 1977年 | WRC                          | マルク・アレン             | イルッカ・キビマキ                | フィアット・131アバルト           |
| 1978年 | WRC                          | マルク・アレン             | イルッカ・キビマキ                | フィアット・131アバルト           |
| 1979年 | WRC                          | ハンヌ・ミッコラ           | アーネ・ヘルツ                    | フォード・エスコートRS1800        |
| 1980年 | WRC                          | ワルター・ロール           | クリスチャン・ガイストドルファー  | フィアット・131アバルト           |
| 1981年 | WRC                          | マルク・アレン             | イルッカ・キビマキ                | フィアット・131アバルト           |
| 1982年 | WRC                          | ミシェル・ムートン         | ファブリツィア・ポンズ            | アウディ・クワトロ                |
| 1983年 | WRC                          | ハンヌ・ミッコラ           | アーネ・ヘルツ                    | アウディ・クワトロA1              |
| 1984年 | WRC                          | ハンヌ・ミッコラ           | アーネ・ヘルツ                    | アウディ・クワトロA1              |
| 1985年 | WRC                          | ティモ・サロネン           | セッポ・ハルヤンヌ                | プジョー・205T16                  |
| 1986年 | WRC                          | ジョアキム・モウティーニョ | エドガー・フォーティス            | ルノー・5ターボ                   |
| 1987年 | WRC                          | マルク・アレン             | イルッカ・キビマキ                | ランチア・デルタHF 4WD            |
| 1988年 | WRC                          | ミキ・ビアシオン           | カルロ・カッシーナ                | ランチア・デルタインテグラーレ    |
| 1989年 | WRC                          | ミキ・ビアシオン           | ティツィアーノ・シヴィエロ        | ランチア・デルタインテグラーレ    |
| 1990年 | WRC                          | ミキ・ビアシオン           | ティツィアーノ・シヴィエロ        | ランチア・デルタインテグラーレ16V |
| 1991年 | WRC                          | カルロス・サインツ         | ルイス・モヤ                      | トヨタ・セリカ GT-FOUR            |
| 1992年 | WRC                          | ユハ・カンクネン           | ユハ・ピロネン                    | ランチア・デルタHFインテグラーレ  |
| 1993年 | WRC                          | フランソワ・デルクール     | ダニエル・グラタループ            | フォード・エスコートRSコスワース  |
| 1994年 | WRC W2L                      | ユハ・カンクネン           | ニッキー・グリスト                | トヨタ・セリカ4WDターボ           |
| 1995年 | WRC W2L                      | カルロス・サインツ         | ルイス・モヤ                      | スバル・インプレッサWRX           |
| 1996年 | W2L                          | ルイ・マデイラ             | ヌーノ・ロドリゲス・ダ・シルバ    | トヨタ・セリカGT-FOUR             |
| 1997年 | WRC                          | トミ・マキネン             | セッポ・ハルヤンヌ                | 三菱・ランサーエボリューションIV  |
| 1998年 | WRC                          | コリン・マクレー           | ニッキー・グリスト                | スバル・インプレッサWRC           |
| 1999年 | WRC                          | コリン・マクレー           | ニッキー・グリスト                | スバル・インプレッサWRC           |
| 2000年 | WRC                          | リチャード・バーンズ       | ロバート・レイド                  | スバル・インプレッサWRC           |
| 2001年 | WRC                          | トミ・マキネン             | セッポ・ハルヤンヌ                | 三菱・ランサーエボリューションVI  |
| 2002年 |                              | ディディエ・オリオール     | ティエリー・バルジュー            | トヨタ・カローラWRC               |
| 2003年 | アルミンド・アラウージョ     | ミゲル・ロマーリョ         | シトロエン・クサラ キットカー     |                                   |
| 2004年 | アルミンド・アラウージョ     | ミゲル・ロマーリョ         | シトロエン・クサラ キットカー     |                                   |
| 2005年 | ダニエル・カールソン         | マティアス・アンダーソン   | スバル・インプレッサWRX           |                                   |
| 2006年 | アルミンド・アラウージョ     | ミゲル・ロマーリョ         | 三菱・ランサーエボリューションVII |                                   |
| 2007年 | WRC                          | セバスチャン・ローブ       | ダニエル・エレナ                  | シトロエン・C4 WRC                |
| 2008年 | IRC                          | ルカ・ロセッティ           | マテオ・キャルコッシ              | プジョー・207 S2000               |
| 2009年 | WRC                          | セバスチャン・ローブ       | ダニエル・エレナ                  | シトロエン・C4 WRC                |
| 2010年 | WRC                          | セバスチャン・オジェ       | ジュリアン・イングラシア          | シトロエン・C4 WRC                |
| 2011年 | WRC                          | セバスチャン・オジェ       | ジュリアン・イングラシア          | シトロエン・DS3 WRC               |
| 2012年 | WRC                          | マッズ・オストベルグ       | ヨナス・アンダーソン              | フォード・フィエスタWRC           |
| 2013年 | WRC                          | セバスチャン・オジェ       | ジュリアン・イングラシア          | フォルクスワーゲン・ポロ R WRC    |
| 2014年 | WRC                          | セバスチャン・オジェ       | ジュリアン・イングラシア          | フォルクスワーゲン・ポロ R WRC    |
| 2015年 | WRC                          | ヤリ＝マティ・ラトバラ     | ミーカ・アンティラ                | フォルクスワーゲン・ポロ R WRC    |
| 2016年 | WRC                          | クリス・ミーク             | ポール・ネーグル                  | シトロエン・DS3 WRC               |
| 2017年 | WRC                          | セバスチャン・オジェ       | ジュリアン・イングラシア          | フォード・フィエスタWRC           |
| 2018年 | WRC                          | ティエリー・ヌービル       | ニコラ・ジルソウル                | ヒュンダイ・i20 WRC               |
| 2019年 | WRC                          | オィット・タナック         | マルティン・ヤルベオヤ            | トヨタ・ヤリスWRC                 |
| 2020年 | WRC                          | 中止                       | 中止                              | 中止                              |
| 2021年 | WRC                          | エルフィン・エバンス       | スコット・マーティン              | トヨタ・ヤリスWRC                 |
| 2022年 | WRC                          | カッレ・ロバンペラ         | ヨンネ・ハルットゥネン            | トヨタ・GRヤリス ラリー1          |
| 2023年 | WRC                          | カッレ・ロバンペラ         | ヨンネ・ハルットゥネン            | トヨタ・GRヤリス ラリー1          |
| 2024年 | WRC                          | セバスチャン・オジェ       | ヴァンサン・ロンデ                | トヨタ・GRヤリス ラリー1          |
| 2025年 | WRC                          | セバスチャン・オジェ       | ヴァンサン・ロンデ                | トヨタ・GRヤリス ラリー1          |

- 1986年は観客死傷事故によりワークスチームが途中撤退。
- 1994 - 1995年はWRCと2リッターワールドカップ (W2L) が併催。1996年はW2Lとして開催。
- 2008年はインターコンチネンタル・ラリー・チャレンジ (IRC) シリーズとして開催。